# 顺水河

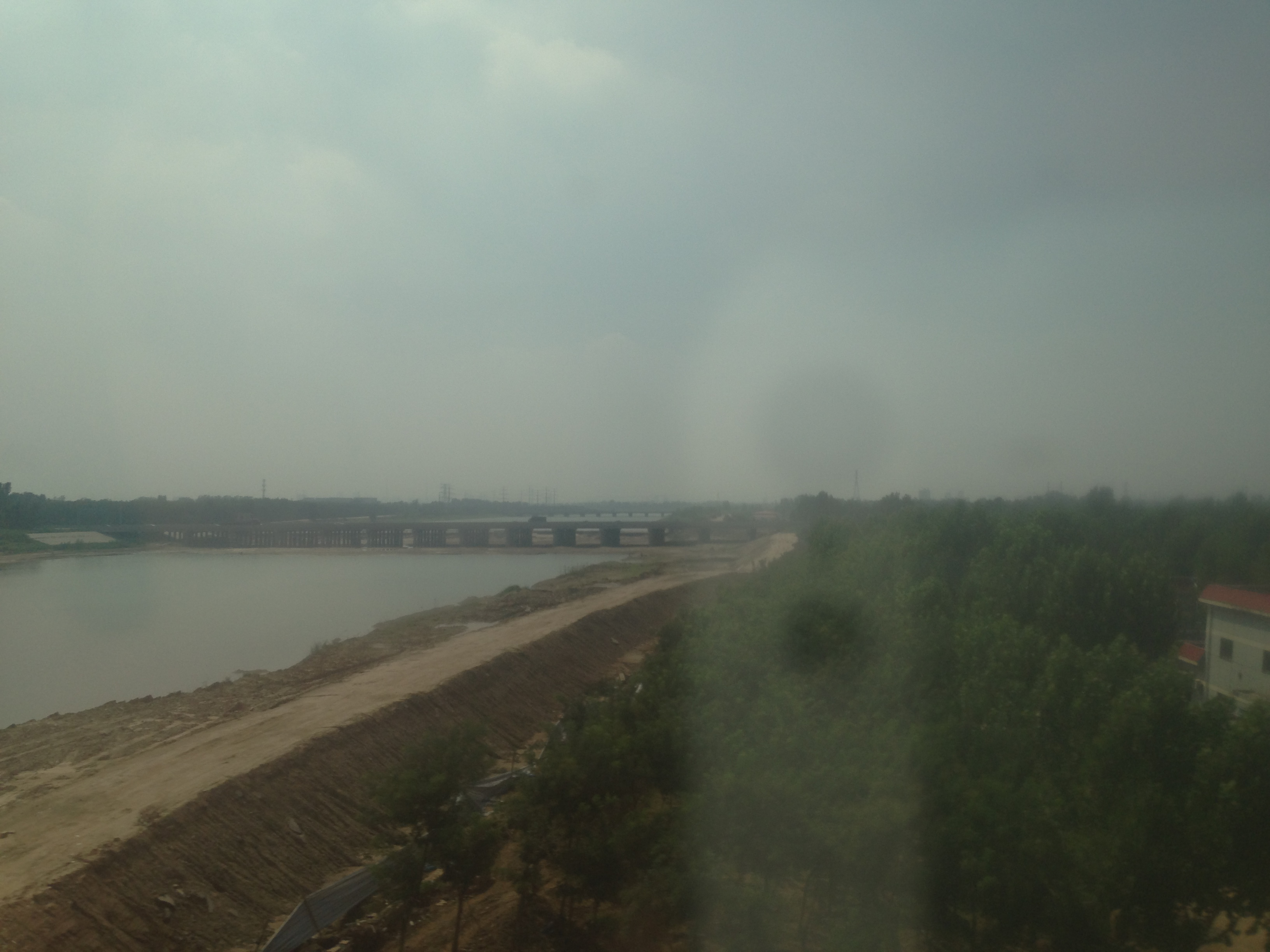
顺水河邢台市区南郊河段

顺水河，位于中华人民共和国河北省邢台市境内，是北澧河源流之一，上游称七里河，发源于河北省邢台市信都区西黄村镇西侯峪村西北，向东南流经马河村、东川口水库、寺北坡村、黄店村、南石门镇姚坪村、坂上村、皇台底村、小桃花村，于羊范镇大路村东北转东流，经邢台市市区南郊，于南和区贾宋镇杨屯村转东北流，经贾宋镇、任泽区任城镇南甘寨居委会、北甘寨居委会、彰台居委会，在西固城乡折向北，最后于邢家湾镇环水村与牛尾河、南澧河、洺河等汇流组成北澧河。河流全长70千米，流域面积593平方千米。2016年7月下旬，顺水河流域发生严重洪灾，造成严重人员伤亡和财产损失。